# Godzina za godziną
Godzina za godziną – polski film obyczajowo-psychologiczny z 1974 roku, zrealizowany na podstawie powieści Andrzeja Twerdochliba.

## Obsada aktorska
- Aleksander Iwaniec – Tadeusz Kowalik
- Zygmunt Malawski – Sawicki, pracownik bazy transportowej
- Barbara Brylska – Basia, żona Jana
- Joanna Jędryka – Danuta, żona Tadeusza
- Irena Karel – była dziewczyna Tadeusza spotkana w Łodzi
- Anna Seniuk – Teresa, przyjaciółka Tadeusza
- Tadeusz Borowski – Paweł, przyjaciel Tadeusza, mąż Teresy
- Jan Nowicki – Jan, współpracownik Pawła
- Andrzej Gazdeczka – portier w łódzkich zakładach remontowych
- Cezary Kussyk